# Споменик Миклошу Раднотију
Споменик Миклошу Раднотију се налази у Бору и представља непокретно културно добро као споменик културе. Овај споменик откивен је 5. маја давне 1979. године. Oдлуком Скупштине општине Бор из 1988. године, овај споменик је проглашен за непокретно културно добро, а 1991. године уписан у регистар Завода за заштиту споменика културе Ниш. 
Бронзани споменик је првобитно био постављен на Борском језеру, на месту некадашњег немачког логора где је Миклош Радноти радио четири месеца и писао стихове преточене у књигу Бележница (на српски превео борски писац Стеван Молнар). Споменик је нестао у ноћи између 31. септембра и 1. октобра 2001. године. Крадљивац до данас није пронађен, а претпоставља се да је више стотина килограма споменичке бронзе претопљено у некој од приватних ливница. 
Зато је нови споменик - дар мађарске владе, по жељи аутора Имре Варге, поново постављен у Бору на пространом платоу испред Дома здравља у градском амбијенту, 8. новембра 2004. године. Споменик чини фигура песника, висока 2 м, ослоњена је на двокраки наслон, што симболички представља његов живот. У ову представу се уклапа и камена основа, димензија 2,70 х 1,40 м. Десно од фигуре је текст о песнику на мађарском и српском језику.